# Neville (Ohio)
Neville – wieś w Stanach Zjednoczonych, w stanie Ohio, w hrabstwie Clermont.